# Hotel Schalkház
Hotel Schalkház (v letech 1873 až 1945 Hotel Schalkház, Grand Hôtel Schalkház, maďarsky Schalkház (nagy)-szálloda, v letech 1945–1963 Hotel Slovan) byl do roku 1963 hotel v Košicích. Eklektická budova byla později nahrazena moderní výškovou budovu, ve které dnes sídlí Hotel Doubletree by Hilton.
Budova byla postavena firmou bratrů Jakabových v letech 1872 až 1873. Hotel nesl jméno svého majitele a hlavního investora Leopolda Schalkháze. Slavnostní otevření se uskutečnilo 14. srpna 1873. Výstavbu hotelu na tomto místě (roh dnešních ulic Hlavní a Rooseveltovy) navrhl košický léčitel Wesler, který označil toto místo za místo, z něhož vyzařuje energie a zdraví.
Po druhé světové válce byl hotel znárodněn a přejmenován na Hotel Slovan. I po nastolení komunistické diktatury však neztratil svou noblesu a luxus. Začátkem 60. let se však dostal do finančních potíží a budova začala postupně chátrat. Poslední hosté z něj odešli 1. října 1963 a později, z důvodu připravované výstavby nového Hotelu Slovan, byla zahájena jeho likvidace.
Pozemky vlastnila rodina Rusnáků (Velké Ozorovce, později z Velešovic). Před znárodněním i majitelé několika cukráren, hospod, dalších pozemků a kostela ve Velkém Ozorovci.